# Gravette-Spitze

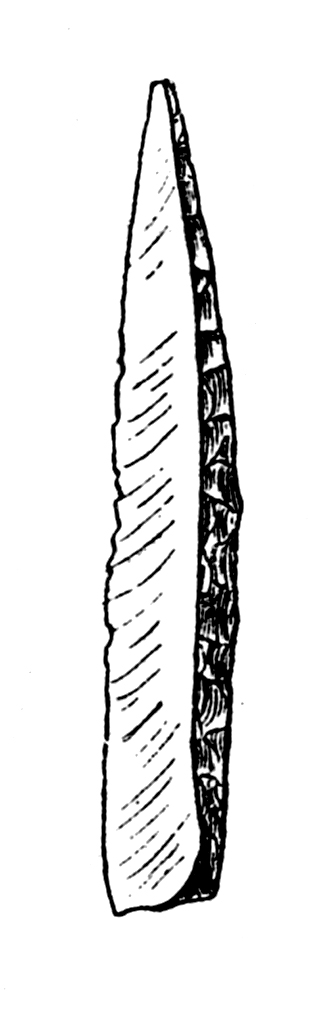
Gravettespitze (Zeichnung zur Verdeutlichung der Bearbeitung)

Bei der Gravette-Spitze (auch Gravettespitze) handelt sich um eine schmale, spitz zulaufende Klinge, zumeist aus Feuerstein, mit steiler Rückenretusche (rechte Kante in der Zeichnung). Die Rückenretusche diente als Schäftungsfläche zum Einkleben in einen Geräte- oder Werkzeugschaft aus Holz oder Knochen (Sichel). Die Retusche ist oft distal, spitz zulaufend und nur selten proximal angebracht (siehe Abschlagmerkmale). Das lässt auf die Verwendung als Bewehrung für Speere oder Pfeile schließen.
Eine weitere Form der Gravette-Spitze ist die Mikrogravette-Spitze, die durch eine Länge von weniger als 50 oder weniger als 30 mm definiert wird.
Gravette-Spitzen sind die Leitform des älteren Gravettien vor ca. 31.000 bis 25.000 Jahren, bzw. des Périgordien IV, einer Kultur des Jungpaläolithikums. Der Begriff „Pointe de la Gravette“ wurde 1906 von Henri Breuil eingeführt.

## Einzelnachweise

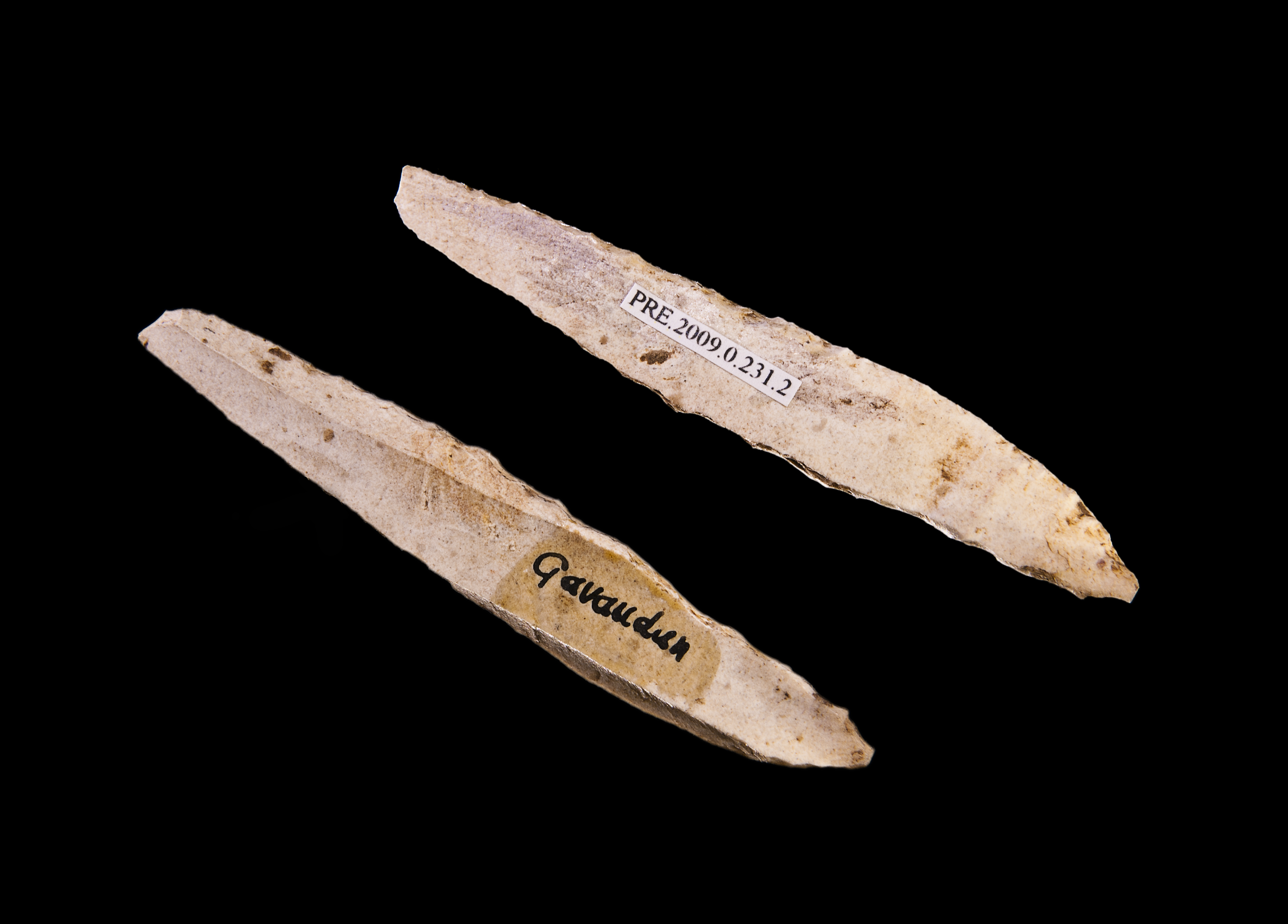
Gravettespitze aus dem Aurignacien